# Reginella nitida
Reginella nitida är en mossdjursart som beskrevs av Osburn 1950. Reginella nitida ingår i släktet Reginella och familjen Cribrilinidae. Inga underarter finns listade i Catalogue of Life.
Artepitetet i det vetenskapliga namnet är en form av det latinska ordet för glänsande/snygg.